# Nagłowice
Nagłowice est une localité polonaise, siège de la gmina de Nagłowice, située dans le powiat de Jędrzejów en voïvodie de Sainte-Croix.